# Северный речной порт

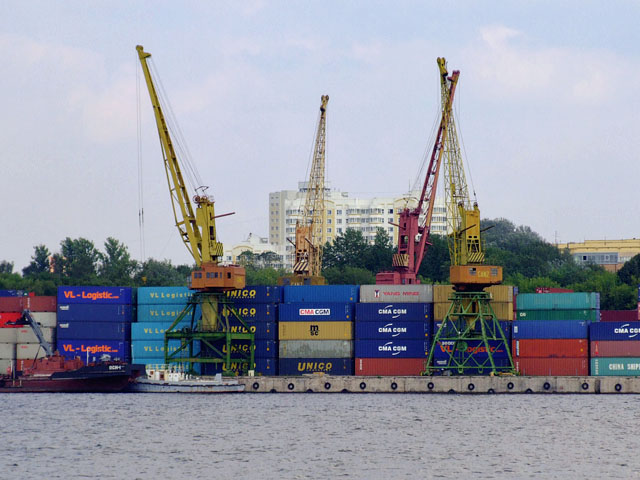
Северный речной порт

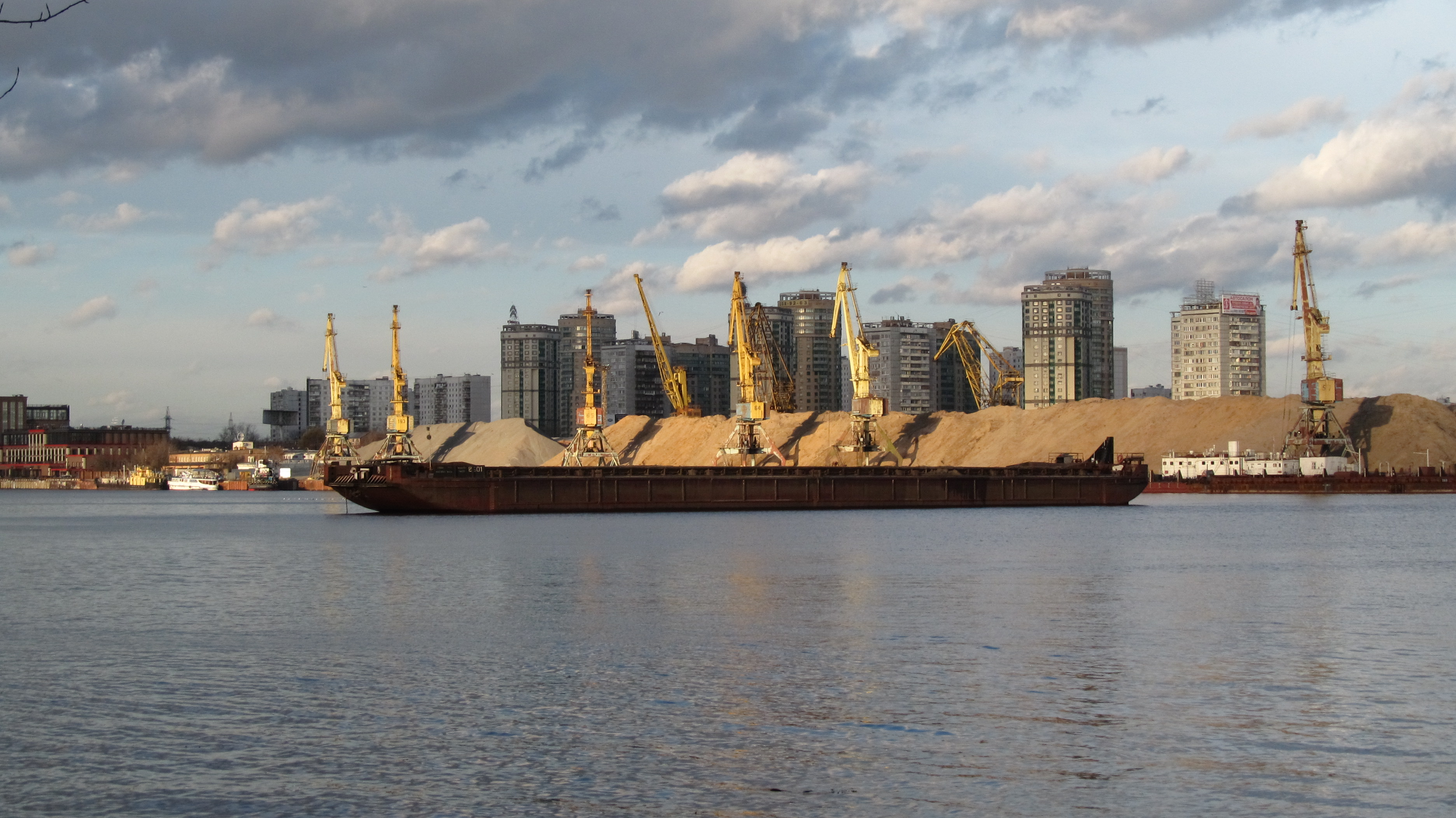
Вид на Северный речной порт в Москве.

Се́верный речно́й порт — один из трёх речных портов Москвы.
Был расположен на берегу Химкинского водохранилища рядом с Северным речным вокзалом. Построен одновременно с Каналом имени Москвы в 1937 году. Ближайшая станция метро — Речной вокзал.

## История
Северный речной порт был построен в 1937 году. Реконструкция порта производилась в 1972—1974 годах. Грузы вывозились автомобильным транспортом, так как к порту не подведена железная дорога.
В порту производилась погрузка-выгрузка нерудных строительных материалов и негабаритных грузов.
Начиная с 2021 года идёт снос сооружений порта и застройка территории жилыми домами и объектами инфраструктуры.
По состоянию на конец 2023 года полностью снесён.

## Характеристики
Навигация осуществлялась 180 дней в году.
В порту принимались речные суда и суда типа река-море, осадка которых не превышает 3,6 метра, а грузоподъёмность — 5000 тонн.
Грузооборот порта за год — 2 260 000 тонн. Порт имел 12 складов. Площадь крытых складов составляла 13 га.
Кантование грузов в порту производилось фронтальными погрузчиками и портальными кранами.